# Redbelt
Pour plus de détails, voir Fiche technique et Distribution.
Redbelt ou Ceinture rouge au Québec est un film d'arts martiaux américain réalisé par David Mamet et sorti en 2008.

## Synopsis
Mike Terry possède un dojo où il enseigne le jiu-jitsu ainsi que la self-defense et les techniques de combat à mains nues. Faisant honneur au Professeur, son maître laissé derrière lui au Brésil, il s'obstine à refuser de participer aux compétitions pour garder intact l'esprit du guerrier, mais à la suite de circonstances, il a dû faire une entorse à sa doctrine.
Un soir, dans son studio de jiu-jitsu brésilien, le professeur d'arts martiaux Mike Terry est approché par l'avocate Laura Black, qui a accidentellement heurté sa voiture. Le policier Joe Collins, l'un des élèves de Mike, voit que Laura est bouleversée et essaie de lui prendre son manteau. Surprise, elle attrape le pistolet de Joe et tire, brisant la vitrine du studio. Pour éviter que Laura ne soit accusée de tentative de meurtre, Mike et Joe acceptent de dissimuler l'événement.
La compagnie d'assurances de Mike ne couvre pas les "causes naturelles" et refuse donc de payer la réparation des fenêtres. L'épouse de Mike, Sondra, qui travaille dans la mode et n'aime pas avoir à maintenir le studio en difficulté à flot, exige qu'il demande un prêt à son frère Ricardo, un champion d'arts martiaux mixtes. À la boîte de nuit de Ricardo, l'autre frère de Sondra, Bruno, dit que Mike devrait se battre sur en combat secondaire d'une prochaine rencontre  entre Ricardo et la légende japonaise Morisaki, qui pourrait potentiellement rapporter 50 000 $. Mike refuse, car il pense que les compétitions ne sont pas honorables et affaiblissent le combattant.
Pendant ce temps, la star vieillissante d'Hollywood Chet Frank entre dans la boîte de nuit sans garde du corps et, ivre, commence une bagarre avec un autre client. Mike sauve Chet avec ses impressionnantes capacités de combat. Le lendemain, Mike reçoit une montre onéreuse de Chet. Mike donne la montre à Joe, sachant qu'il a des problèmes financiers. Lors d'un dîner, la femme de Chet, Zena, contracte un accord commercial informel pour acheter un grand nombre de robes à l'entreprise de Sondra. Pendant ce temps, Mike explique sa méthode d'entraînement unique à l'associé de Chet, Jerry Weiss. Avant un combat de sparring, chaque combattant doit tirer l'une des trois billes, deux blanches et une noire ; celui qui tire une bille noire doit se battre avec un handicap.
Mike aide plus tard Chet à se préparer pour un rôle au cinéma et se voit offrir le rôle de coproducteur. Ce soir-là, Mike faxe les détails de ses méthodes d'entraînement à Jerry afin qu'elles puissent être utilisées dans le film. Joe informe alors Mike qu'il a été suspendu de ses fonctions pour avoir mis en gage la montre, qui s'est avérée avoir été volée. Mike transmet plus tard l'information à Jerry, qui disparaît sans donner d'explication. Zena décide également de couper les liens avec Sondra, qui avait déjà emprunté 30 000 $ à un usurier pour commander du tissu pour les robes. Le couple apprend alors que Bruno et Marty Brown utilisent la méthode d'entraînement aux billes de Mike comme gadget promotionnel pour leur compétition.
Mike engage Laura pour poursuivre, mais l'avocat de Marty menace que s'ils n'abandonnent pas le procès, il donnera à la police la preuve qu'elle a brisé la fenêtre en tentant de tuer Joe. Il a également des preuves incriminant Mike et Joe de l'avoir caché. Se sentant responsable de ce qui s'est passé, Joe se tue. Mike se sent obligé d'aider la femme de Joe en difficulté financière et, ayant lui-même désespérément besoin d'argent, accepte de concourir en tant que combattant undercard dans la compétition à venir.
A l'arène, Mike découvre que les combats sont truqués : les billes blanches et noires ne sont pas choisies au hasard. À l'insu des concurrents, cela est organisé par Marty, Jerry et Bruno afin d'assurer des paris gagnants. Mike apprend également que Sondra est celle qui leur a dit que Laura avait tiré sur la fenêtre, en ayant marre qu'il place son honneur avant de subvenir aux besoins de sa famille.
Mike est dégoûté par la façon dont le groupe déshonore le sport, surtout lorsqu'il apprend que le Professeur, un ancien maître d'arts martiaux, est dans la foule. Mike décide de quitter le tournoi et de laisser faire, mais Laura le convainc d'agir. Mike rentre dans l'arène et se fraye un chemin à travers plusieurs gardes de sécurité. Il est alors confronté à Ricardo et leur combat attire l'attention de tout le monde. Mike parvient à rendre Ricardo inconscient. En signe de respect, Morisaki offre à Mike sa ceinture cloutée d'ivoire, autrefois qualifiée de trésor national japonais. Mike est ensuite approché par le Professeur lui-même, qui lui décerne la ceinture rouge tant convoitée. Il l'embrasse ensuite, reconnaissant son dévouement à l'art.

## Distribution

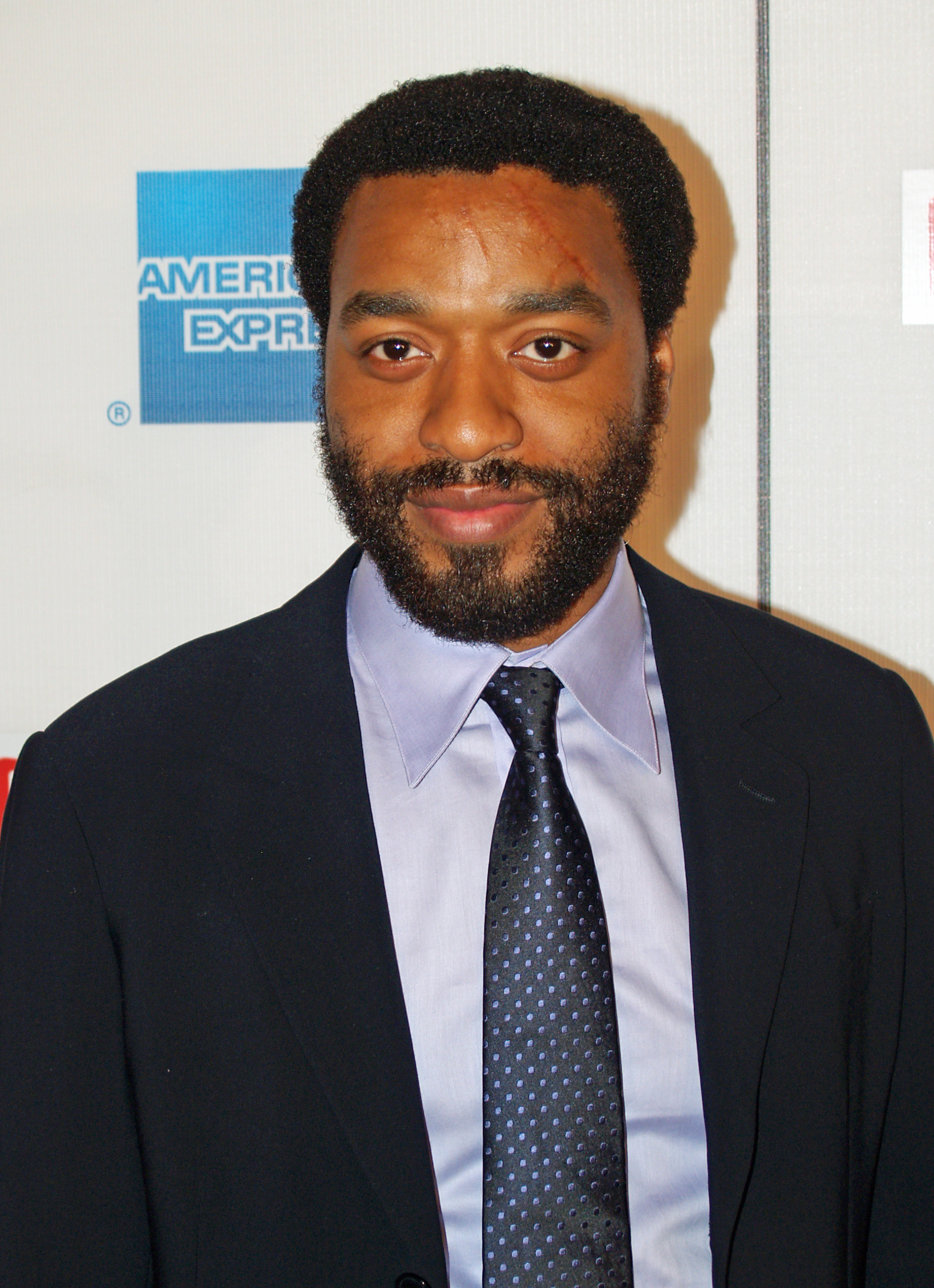
L'acteur Chiwetel Ejiofor à la première du film au Tribeca Film Festival 2008.

- Chiwetel Ejiofor (VF : Frantz Confiac) : Mike Terry
- Tim Allen : Chet Frank
- Alice Braga (VF : Brigitte Virtudes) : Sondra Terry
- Rodrigo Santoro (VF : Patrick Mancini) : Bruno Silva
- Jose Pablo Cantillo : Snowflake
- Randy Couture (VF : Jean-François Vlérick) : Dylan Flynn
- Enson Inoue : Taketa Morisaki
- John Machado : Rodrigo Silva
- Caroline de Souza Correa : Monica
- Ray Mancini : George
- Joe Mantegna (VF : José Luccioni) : Jerry Weiss
- Max Martini (VF : Michel Vigné) : Joe Collins
- Emily Mortimer : Laura Black
- Rebecca Pidgeon : Zena Frank
- David Paymer (VF : Jean-Loup Horwitz) : Richard
- Cyril Takayama : Jimmy Takata
- Jennifer Grey : Lucy Weiss
- Dan Inosanto : Joao Moro
- Jake Johnson : l'homme en Guayabera
- Ricky Jay : producteur

Sources et légende : Version française (VF) sur Doublagissimo et RS Doublage

## Anecdotes
- Mamet a décrit le film Redbelt comme un film de samouraï dans le respect des anciennes traditions d'Akira Kurosawa[4].
- Mamet a atteint le rang de ceinture violette sous la tutelle de Renato, qui a été consultant de jiu-jitsu brésilien dans le film.
- Malgré les critiques qui entourent le film, spécialement la fin, Redbelt reste un film pur, loin de tous les artifices des films de free-fight